# سويفت أير البحرين
سويفت أير البحرين هي شركة شحن جوي مقرها في المنامة عاصمة البحرين. قاعدتها الرئيسية في مطار البحرين الدولي.

## الأسطول
ويشمل أسطول سويفت أير البحرين الطائرات التالية (اعتبارا من 25 أبريل 2012):